# Aimé Jaÿ
Pour les articles homonymes, voir Jay.
Louis Aimé Jaÿ, né à Lyon le 3 septembre 1839 et mort à Paris le 23 novembre 1881, est un ingénieur et explorateur français.

## Biographie
Polytechnicien, il travaille pour une compagnie d'assurances de Paris qui l'envoie aux États-Unis pour y implanter des agences dans les grandes villes américaines. Il part ainsi du Havre le 29 mars 1879 et arrive à New York le 10 avril. Il voyage alors à Albany, revient à New York, gagne Boston, visite les chutes du Niagara, séjourne à Chicago puis voyage à San Francisco. 
Il explore le Yosemite Park, le Calaveras Big Trees State Park et les mines d'or de Virginia City puis revient à Chicago. Il visite ensuite Springfield, Minneapolis, Milwaukee et Cincinnati puis Louisville, Mammoth Caves, Nashville, Evansville et Saint-Louis. 
De La Nouvelle-Orléans, il part au Texas et passe à Galveston, Houston et San Antonio puis gagne Atlanta, Savannah, Richmond et Washington avant de revenir à New York. 
Après un voyage à La Havane, il passe de nouveau à La Nouvelle-Orléans, Saint-Louis et Chicago et revoit les chutes du Niagara avant de rejoindre La Havane en pleine fièvre jaune. 
Parti de New York le 1er septembre 1879, il revient au Havre le 12 après un séjour de cinq mois aux États-Unis remarquable par le nombre de villes traversées. 
Décédé en quelques heures d'une maladie foudroyante, il est trouvé dans ses papiers un volumineux manuscrit qui est publié par un de ses amis nommé Chabirand en 1884 sous le titre de À travers les États-Unis d'Amérique.

## Publication
- L'armée de Bretagne, Plon, 1873
- Étude sur l'organisation et le fonctionnement des compagnies d'assurances contre l'incendie dans les États-Unis de l'Amérique du Nord, Gauthier-Villars, 1876
- À travers les États-Unis d'Amérique, posthume, 1884